# Casearia ulmifolia
Casearia ulmifolia är en videväxtart som beskrevs av M. Vahl och Étienne Pierre Ventenat. Casearia ulmifolia ingår i släktet Casearia och familjen videväxter. Inga underarter finns listade i Catalogue of Life.